# Cəhriçay
Cəhriçay (orm. Ճահուկ) – rzeka w Azerbejdżanie i Armenii. Na terenie Azerbejdżanu przepływa w granicach Nachiczewańskiej Republiki Autonomicznej, w rejonie Babək.
Początek bierze po południowej stronie pasma górskiego Dərələyəz, na granicy Armenii i Azerbejdżanu, 3,5 km na wschód od szczytu Gəlinqaya, na wysokości 2320 m n.p.m. Ma 45 km długości. Uchodzi prawobrzeżnie do rzeki Naxçıvançay, w pobliżu wsi (azer. kənd) Məzrə w rejonie Babək, na wysokości około 920 m n.p.m.
Jej zlewnia zajmuje 442 km², sąsiadując ze zlewniami rzek Axuraçay na zachodzie i Küküçay na wschodzie. Zasilana jest wodami opadowymi, roztopowymi i gruntowymi. Wykorzystywana jest do nawadniania pól uprawnych.
Nad rzeką położone są między innymi wsie Payız i Cəhri. Na prawym brzegu rzeki w pobliżu wsi Payız znajdują się pozostałości wzniesionej w epoce brązu twierdzy Çalxanqala.